# Lijst van Belgische hofdignitarissen
Dit is een lijst van Belgische hofdignitarissen. 

## Functie
De Belgische hofdignitarissen ondersteunen de leden van de koninklijke familie op professioneel vlak. De koning kiest zelf zijn medewerkers uit, zonder tussenkomst van de regering. Het is de gewoonte dat ze hun ontslag aanbieden als de koning abdiceert of overlijdt. Het is dan aan de nieuwe koning om al dan niet hun mandaat te herbevestigen.

## Grootmaarschalk van het Hof / Secretaris-generaal van het Huis van Zijne Majesteit de Koning
De Grootmaarschalk van het Hof was als Hoofd van het Burgerlijk Huis van de Koning eerste in rang onder de medewerkers van het staatshoofd. Het Departement van de Grootmaarschalk van het Hof werd in 2006 opgeheven. Ook de Ceremoniemeester van het Hof en de Commandant van de Koninklijke Paleizen vielen onder dit departement. Beide dignitarissen vallen sinds 2006 onder de bevoegdheid van de Secretaris-generaal van het Huis van Zijne Majesteit de Koning. De taken van het departement werden grotendeels overgenomen door het Hoofd van
het Economische, Culturele en Sociaal Zaken en de Protocolchef. Na de eedaflegging van koning Filip werd de functie van Secretaris-generaal van het Huis van Zijne Majesteit de Koning gecreëerd.
| Periode   | Grootmaarschalk van het Hof                       | Koning      |
| --------- | ------------------------------------------------- | ----------- |
| 1831-1846 | Graaf Philippe d'Arschot Schoonhoven              | Leopold I   |
| 1846      | Graaf Constant d'Hane de Steenhuyse (dienstdoend) | Leopold I   |
| 1846-1862 | Graaf Charles de Marnix                           | Leopold I   |
| 1862-1865 | Graaf Théodore van der Straten Ponthoz            | Leopold I   |
| 1865-1889 | Graaf Théodore van der Straten Ponthoz            | Leopold II  |
| 1889-1909 | Graaf John d'Oultremont                           | Leopold II  |
| 1909-1910 | Graaf John d'Oultremont                           | Albert I    |
| 1910-1929 | Prins Jean de Mérode                              | Albert I    |
| 1929-1934 | Graaf Philippe de Lannoy                          | Albert I    |
| 1934-1945 | Graaf Louis Cornet de Ways Ruart                  | Leopold III |
| 1946-1950 | Baron Charles Papeians de Morchoven               | Leopold III |
| 1950-1951 | Prins Amaury de Mérode                            | Boudewijn   |
| 1951-1954 | Graaf Edmond Carton de Wiart                      | Boudewijn   |
| 1954-1962 | Graaf Gobert d'Aspremont-Lynden                   | Boudewijn   |
| 1962-1973 | André Schöller                                    | Boudewijn   |
| 1974-1981 | Herman Liebaers                                   | Boudewijn   |
| 1981-1985 | Herman Dehennin                                   | Boudewijn   |
| 1985-1988 | Sylvain Frey                                      | Boudewijn   |
| 1989-1994 | Gérard Jacques                                    | Boudewijn   |
| 1994-1997 | Lucien Buysse                                     | Boudewijn   |
| 1997-2001 | Jan Frans Willems                                 | Boudewijn   |
| 2002-2006 | Frank De Coninck                                  | Albert II   |

De functie van Secretaris-generaal van het Huis van Zijne Majesteit de Koning werd in 2013 in het leven geroepen. De Secretaris-generaal is belast met de algemene coördinatie van de activiteiten van de koning en koningin in België en in het buitenland.
| Periode    | Secretaris-generaal van het Huis van Zijne Majesteit de Koning | Koning |
| ---------- | -------------------------------------------------------------- | ------ |
| 2013-2016  | Philippe Kridelka                                              | Filip  |
| 2016-2022  | Pol De Witte                                                   | Filip  |
| 2022-heden | Dominique Mineur                                               | Filip  |

### Ceremoniemeester van het Hof / Protocolchef bij het Huis van Zijne Majesteit de Koning
De functie van Ceremoniemeester van het Hof werd aan het einde van de 19e eeuw voor het eerst toevertrouwd. De functie kwam niet altijd in het organogram van de diensten van het Paleis voor. In 2002 werd de titel Ceremoniemeester vervangen door die van Protocolchef. In 2013 werd de titel gewijzigd in Protocolchef bij het Huis van Zijne Majesteit de Koning.
| Periode    | Ceremoniemeester van het Hof / Protocolchef bij het Huis van Zijne Majesteit de Koning | Koning     |
| ---------- | -------------------------------------------------------------------------------------- | ---------- |
| 1898-1903  | Graaf Edouard van der Noot d'Assche                                                    | Leopold II |
| 1909-1934  | Graaf Maurice de Patoul (de facto)                                                     | Albert I   |
| 1934-1946  | Baron Charles Papeians de Morchoven                                                    | Leopold II |
| 1952-1959  | Burggraaf Charles de Ghellinck Vaernewyck                                              | Boudewijn  |
| 1959-1968  | Graaf Gatien du Parc Locmaria                                                          | Boudewijn  |
| 1968-1988  | Baron Christian de Posch                                                               | Boudewijn  |
| 1988-1999  | Kolonel SBH Gilbert Schrijvers                                                         | Boudewijn  |
| 1999-2013  | Kolonel SBH Gilbert Schrijvers                                                         | Albert II  |
| 1999-2013  | Viceadmiraal SBH Pierre Warnauts                                                       | Albert II  |
| 2013-2016  | Viceadmiraal SBH Pierre Warnauts                                                       | Filip      |
| 2016-2023  | Luitenant-kolonel van het Vliegwezen SBH Alain Gerardy                                 | Filip      |
| 2023-heden | Fregatkapitein SBH Tom Devleeschauwer                                                  | Filip      |

### Commandant van de Koninklijke Paleizen
De Commandant van de Koninklijke Paleizen is verantwoordelijk voor het onderhoud van de gebouwen. Hij heeft de leiding over het onderhoudspersoneel en is verantwoordelijk voor de logistieke steun aan de activiteiten van de Koning.
| Periode    | Commandant van de Koninklijke Paleizen             | Koning     |
| ---------- | -------------------------------------------------- | ---------- |
| 1843-1854  | Generaal-majoor V.P. Anoul                         | Leopold I  |
| 1854-1865  | Kapitein-commandant Louis Prisse                   | Leopold I  |
| 1865-1883  | Kapitein-commandant Louis Prisse                   | Leopold II |
| 1883-1888  | Kolonel baron Victor d'Anethan                     | Leopold II |
| 1904-1909  | Kolonel baron Raymond Snoy et d'Oppuers            | Leopold II |
| 1934-1940  | Kapitein Fernand Van den Heuvel                    | Leopold II |
| 1940-1944  | Generaal-majoor b.d. Félicien Blanpain (de facto)  | Leopold II |
| 1944-1950  | Graaf Jean d'Ursel (de facto)                      | Leopold II |
| 1950-1951  | Kolonel Hubert Rombauts                            | Leopold II |
| 1951-1954  | Kolonel Hubert Rombauts                            | Boudewijn  |
| 1954-1961  | Luitenant-kolonel Thierry de la Kethulle de Ryhove | Boudewijn  |
| 1961-1962  | Kolonel Georges Daems                              | Boudewijn  |
| 1962-1968  | Kapitein-commandant baron Christian de Posch       | Boudewijn  |
| 1968-1972  | Majoor SBH Benoît Janssens de Bisthoven            | Boudewijn  |
| 1972-1981  | Majoor SBH Thierry de Maere d'Aertrycke            | Boudewijn  |
| 1981-1990  | Majoor Jean-Emmanuel Goormans                      | Boudewijn  |
| 1990-1992  | Majoor Jean Van Asbroeck                           | Boudewijn  |
| 1992-1993  | Kolonel SBH André Defawe                           | Boudewijn  |
| 1993-1995  | Kolonel SBH André Defawe                           | Albert II  |
| 1995-2009  | Kolonel Robert Vandezande                          | Albert II  |
| 2009-2013  | Luitenant-kolonel SBH Georges Roman                | Albert II  |
| 2013-2017  | Luitenant-kolonel SBH Georges Roman                | Filip      |
| 2017-heden | Luitenant-kolonel SBH Philippe Hoggart             | Filip      |

## Opperstalmeester
De Opperstalmeester was het hoofd van het Departement van de Opperstalmeester, later het Departement van de Opperstalmeester en van de Garage. Hij stond in voor de paarden en de rijtuigen die ter beschikking van de koning, leden van de koninklijke familie en dignitarissen stonden. Hij was ook hoofd van de stallen en van de garage. In 1951 werd de functie afgeschaft, waarna de dienst onder de bevoegdheid van de Commandant van de Koninklijke Paleizen kwam.
| Periode   | Opperstalmeerster                                     | Koning      |
| --------- | ----------------------------------------------------- | ----------- |
| 1831-1836 | Brigadegeneraal markies Albert-François de Chasteler  | Leopold I   |
| 1836-1840 | Brigadegeneraal graaf Constant d'Hane de Steenhuyse   | Leopold I   |
| 1840      | Cavaleriekapiteint F. Max Lugers                      | Leopold I   |
| 1841-1852 | Cavaleriekapitein Ch. Demeurs                         | Leopold I   |
| 1853-1865 | Luitenant-generaal graaf Aquila d'Hanins de Moerkerke | Leopold I   |
| 1865-1869 | Luitenant-generaal graaf Aquila d'Hanins de Moerkerke | Leopold II  |
| 1872-1886 | Kapitein-commandant baron Théophile Lunden            | Leopold II  |
| 1886-1909 | Majoor A.O.G. Bricoux                                 | Leopold II  |
| 1909-1914 | Luitenant-generaal Albert du Roy de Blicquy           | Albert I    |
| 1919      | Kapitein-commandant Raoul Van Overstraeten            | Albert I    |
| 1920-1934 | Generaal graaf André de Meeûs d'Argenteuil            | Albert I    |
| 1934-1944 | Generaal graaf André de Meeûs d'Argenteuil            | Leopold III |
| 1945-1947 | Kapitein-commandant Bex                               | Leopold III |
| 1947-1950 | Majoor J. Otto de Mentock Hody                        | Leopold III |

## Kabinetschef van de Koning
De Kabinetschef van de Koning volgt het binnenlandse politieke, sociale en economische leven op de voet en brengt er bij de koning verslag over uit. Hij doet voorstellen voor de politieke audiënties van de koning, bereidt deze voor en staat de koning bij met de voorbereiding van zijn toespraken. Tot 1901 werd de functie als Secretaris van de Koning aangeduid, van 1901 tot 190 als Minister van het Huis van de Koning. Sinds 1910 wordt de term "kabinetschef" gebruikt.
| Periode    | Kabinetschef van de Koning            | Koning               |
| ---------- | ------------------------------------- | -------------------- |
| 1831-1865  | Jules Van Praet                       | Leopold I            |
| 1865-1886  | Jules Devaux                          | Leopold II           |
| 1890-1901  | Graaf Paul de Borchgrave d'Altena     | Leopold II           |
| 1901-1909  | Edmond Carton de Wiart                | Leopold II           |
| 1910       | Baron Eugène Beyens                   | Albert I             |
| 1910-1914  | Graaf Guillaume d'Arschot-Schoonhoven | Albert I             |
| 1916-1918  | Graaf Frédéric van den Steen de Jehay | Albert I             |
| 1918-1925  | Graaf Guillaume d'Arschot-Schoonhoven | Albert I             |
| 1926-1934  | Louis Wodon                           | Albert I             |
| 1934-1938  | Louis Wodon                           | Leopold III          |
| 1939-1945  | Louis Fredericq                       | Leopold III          |
| 1944-1950  | Baron Georges Holvoet                 | Karel (prins-regent) |
| 1950-1951  | Etienne de le Court                   | Boudewijn (prins)    |
| 1951-1955  | Hubert Verwilghen                     | Boudewijn            |
| 1955-1961  | René Lefebure                         | Boudewijn            |
| 1961-1977  | André Molitor                         | Boudewijn            |
| 1977-1983  | Jean-Marie Piret                      | Boudewijn            |
| 1983-1993  | Jacques van Ypersele de Strihou       | Boudewijn            |
| 1993-2013  | Jacques van Ypersele de Strihou       | Albert II            |
| 2013-2017  | Baron Frans Van Daele                 | Filip                |
| 2017-heden | Vincent Houssiau                      | Filip                |

## Secretaris van de Koning
De functie Secretaris van de Koning was tot 1918 gelijklopend en aanvullend met die van de Kabinetschef van de Koning.
| Periode   | Secretaris van de Koning              | Koning               |
| --------- | ------------------------------------- | -------------------- |
| 1832-1865 | Burggraaf Edward Conway               | Leopold I            |
| 1858-1865 | Jules Devaux                          | (prins Leopold (II)) |
| 1866-1882 | Baron Henri d'Anethan                 | Leopold II           |
| 1887-1890 | Graaf Paul de Borchgrave d'Altena     | Leopold II           |
| 1890-1897 | Baron Victor Limnander de Nieuwenhove | Leopold II           |
| 1901-1909 | Edmond Carton de Wiart                | Leopold II           |
| 1910-1918 | Jules Ingenbleek                      | Albert I             |
| 1919-1924 | Max-Léo Gérard                        | Albert I             |
| 1934-1944 | graaf Robert Capelle                  | Leopold III          |
| 1945-1950 | Graaf Jacques Pirenne                 | Leopold III          |
| 1950-1961 | Willy Weemaes                         | Leopold III          |
| 1945-1950 | André de Staercke                     | Karel (prins-regent) |

## Intendant van de Civiele Lijst
De Intendant van de Civiele Lijst heeft de leiding over het beheer van het personeel en van de financiële en de materiële middelen van het Paleis.
| Periode    | Intendant van de Civiele Lijst                        | Koning      |
| ---------- | ----------------------------------------------------- | ----------- |
| 1831-1865  | Burggraaf Edward Conway                               | Leopold I   |
| 1865-1875  | Louis Kinkin                                          | Leopold II  |
| 1875-1886  | Hyppolite-Joseph Ketels                               | Leopold II  |
| 1890-1909  | Baron Constant Goffinet                               | Leopold II  |
| 1910-1918  | Graaf Renaud de Briey                                 | Albert I    |
| 1918-1928  | Jules Ingenbleek                                      | Albert I    |
| 1929-1932  | Baron Robert Goffinet                                 | Albert I    |
| 1932-1934  | (Georges) Gustave Verlinden                           | Albert I    |
| 1934-1946  | (Georges) Gustave Verlinden                           | Leopold III |
| 1946-1950  | Charles Ketels                                        | Leopold III |
| 1950-1951  | (Georges) Gustave Verlinden                           | Leopold III |
| 1951-1953  | (Georges) Gustave Verlinden                           | Boudewijn   |
| 1953-1955  | René Lefebure                                         | Boudewijn   |
| 1956-1979  | Fernand Nazé                                          | Boudewijn   |
| 1979-1984  | Luitenant-generaal Albert Debêche                     | Boudewijn   |
| 1984-1992  | Luitenant-generaal van het Vliegwezen Victor Wils     | Boudewijn   |
| 1992-1993  | Luitenant-generaal van het Vliegwezen Vincent Pardoen | Boudewijn   |
| 1993-2013  | Luitenant-generaal van het Vliegwezen Vincent Pardoen | Albert II   |
| 2013-2022  | Luitenant-generaal Noël De Bruyne                     | Filip       |
| 2022-heden | Divisieadmiraal Luc De Maesschalck                    | Filip       |